# Mistrzostwa Świata w Narciarstwie Dowolnym i Snowboardingu 2017 – skicross kobiet
Rywalizacja kobiet w konkurencji skicross podczas mistrzostw świata w Sierra Nevada została rozegrana na trasie o nazwie Sierra Nevada Cross Course. Kwalifikacje rozegrano 18 marca 2017 roku o 12:35, z kolei biegi finałowe tego samego dnia o 14:00. Złoty medal zdobyła Szwedka Sandra Näslund, która wyprzedziła Fanny Smith ze Szwajcarii oraz Francuzkę Ophélie David.

## Kwalifikacje
| Miejsca | Bib | Zawodniczka              | Kraj              | Czas    | Uwagi |
| ------- | --- | ------------------------ | ----------------- | ------- | ----- |
| 1       | 12  | Marte Høie Gjefsen       | Norwegia          | 1:08,16 | Q     |
| 2       | 9   | Sandra Näslund           | Szwecja           | 1:08,36 | Q     |
| 3       | 16  | Marielle Thompson        | Kanada            | 1:08,55 | Q     |
| 4       | 15  | Marielle Berger-Sabbatel | Francja           | 1:09,55 | Q     |
| 5       | 11  | Fanny Smith              | Szwajcaria        | 1:09,71 | Q     |
| 6       | 3   | Heidi Zacher             | Niemcy            | 1:09,88 | Q     |
| 7       | 13  | Anastasija Czircowa      | Rosja             | 1:10,37 | Q     |
| 8       | 2   | Georgia Simmerling       | Kanada            | 1:10,48 | Q     |
| 9       | 10  | Ophélie David            | Francja           | 1:10,76 | Q     |
| 10      | 5   | Katrin Ofner             | Austria           | 1:10,86 | Q     |
| 11      | 17  | India Sherret            | Kanada            | 1:11,01 | Q     |
| 12      | 7   | Sami Kennedy-Sim         | Australia         | 1:11,54 | Q     |
| 13      | 14  | Christina Staudinger     | Austria           | 1:11,65 | Q     |
| 14      | 4   | Nikol Kučerová           | Czechy            | 1:11,94 | Q     |
| 15      | 8   | Reina Umehara            | Japonia           | 1:11,97 | Q     |
| 16      | 18  | Wiktorija Zawadowska     | Rosja             | 1:13,09 | Q     |
| 17      | 1   | Tania Prymak             | Stany Zjednoczone | 1:13,72 |       |
| 18      | 21  | Maija Awierjanowa        | Rosja             | 1:14,32 |       |
| 19      | 19  | Pamela Thorburn          | Wielka Brytania   | 1:58,26 |       |
| -       | 6   | Brittany Phelan          | Kanada            | DNS     |       |
| -       | 20  | Jekatierina Malcewa      | Rosja             | DNS     |       |

## Finały

### Ćwierćfinały
| Miejsca | Bib | Zawodniczka          | Kraj     | Uwagi |
| ------- | --- | -------------------- | -------- | ----- |
| 1       | 8   | Georgia Simmerling   | Kanada   | Q     |
| 2       | 9   | Ophélie David        | Francja  | Q     |
| 3       | 1   | Marte Høie Gjefsen   | Norwegia |       |
| 4       | 16  | Wiktorija Zawadowska | Rosja    |       |

| Miejsca | Bib | Zawodniczka       | Kraj   | Uwagi |
| ------- | --- | ----------------- | ------ | ----- |
| 1       | 6   | Heidi Zacher      | Niemcy | Q     |
| 2       | 3   | Marielle Thompson | Kanada | Q     |
| 3       | 11  | India Sherret     | Kanada |       |
| 4       | 14  | Nikol Kučerová    | Czechy |       |

| Miejsca | Bib | Zawodniczka              | Kraj       | Uwagi |
| ------- | --- | ------------------------ | ---------- | ----- |
| 1       | 4   | Marielle Berger-Sabbatel | Francja    | Q     |
| 2       | 5   | Fanny Smith              | Szwajcaria | Q     |
| 3       | 12  | Sami Kennedy-Sim         | Australia  |       |
| 4       | 13  | Christina Staudinger     | Austria    |       |

| Miejsca | Bib | Zawodniczka         | Kraj    | Uwagi |
| ------- | --- | ------------------- | ------- | ----- |
| 1       | 2   | Sandra Näslund      | Szwecja | Q     |
| 2       | 15  | Reina Umehara       | Japonia | Q     |
| 3       | 7   | Anastasija Czircowa | Rosja   |       |
| 4       | 10  | Katrin Ofner        | Austria |       |

### Półfinały
| Miejsca | Bib | Zawodniczka              | Kraj       | Uwagi |
| ------- | --- | ------------------------ | ---------- | ----- |
| 1       | 5   | Fanny Smith              | Szwajcaria | Q     |
| 2       | 9   | Ophélie David            | Francja    | Q     |
| 3       | 8   | Georgia Simmerling       | Kanada     |       |
| 4       | 4   | Marielle Berger-Sabbatel | Francja    |       |

| Miejsca | Bib | Zawodniczka       | Kraj    | Uwagi |
| ------- | --- | ----------------- | ------- | ----- |
| 1       | 2   | Sandra Näslund    | Szwecja | Q     |
| 2       | 6   | Heidi Zacher      | Niemcy  | Q     |
| 3       | 3   | Marielle Thompson | Kanada  |       |
| 4       | 15  | Reina Umehara     | Japonia |       |

### Finały
Mały finał
| Miejsca | Bib | Zawodniczka              | Kraj    | Uwagi |
| ------- | --- | ------------------------ | ------- | ----- |
| 5       | 3   | Marielle Thompson        | Kanada  |       |
| 6       | 4   | Marielle Berger-Sabbatel | Francja |       |
| 7       | 8   | Georgia Simmerling       | Kanada  |       |
| 8       | 15  | Reina Umehara            | Japonia |       |

Duży finał
| Miejsca | Bib | Zawodniczka    | Kraj       | Uwagi |
| ------- | --- | -------------- | ---------- | ----- |
| złoto   | 2   | Sandra Näslund | Szwecja    |       |
| srebro  | 5   | Fanny Smith    | Szwajcaria |       |
| brąz    | 9   | Ophélie David  | Francja    |       |
| 4       | 6   | Heidi Zacher   | Niemcy     |       |